# 기쿠치군

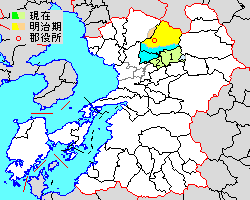
구마모토현 기쿠치군의 위치 (1.오즈 정 2.기쿠요 정 하늘색은 다른 군에 편입된 지역이다.

기쿠치군(일본어: 菊池郡)은 일본 구마모토현의 군이다.
인구 80,790명, 면적 136.56km², 인구밀도 592명/km².(2025년 5월 1일, 추계인구)
이하 2정으로 구성된다.
- 오즈정(大津町)
- 기쿠요정(菊陽町)

## 역사
- 2005년 3월 22일 - 시스이 정·시치조 정·교쿠시 촌이 기쿠치 시와 합병해 새로운 기쿠치시가 되었다.
- 2006년 2월 27일 - 고시 정·니시고시 정이 합병해 고시시가 되었다.